# Флавий Полемий
Флавий Юлий Валерий Александър Полемий (на латински: Flavius Iulius Valerius Alexander Polemius) е писател, генерал и политик на Римската империя през 4 век.
Той превежда гръцкия роман Александриада на латински.
Преводът си той нарича Res gestae Alexandri Macedonis („Действията на Македонеца Александър“) и го разделя на три книги Ortus, Actus и Obitus (Раждане, Действия, Смърт).
Той носи титлата vir clarissimus.
През 338 г. Полемий е консул заедно с Флавий Урс.